# Meunasah Puuk (Samalanga)
Meunasah Puuk is een bestuurslaag in het regentschap Bireuen van de provincie Atjeh, Indonesië. Meunasah Puuk telt 230 inwoners (volkstelling 2010).